# Литвинчева Надія Олександрівна
Надія Олександрівна Литвинчева — радянська бадмінтоністка.

## Кар'єра
Вихованка дніпропетровського бадмінтону. Тренер — А. А. Гайдук.
Чемпіонка СРСР
- одиночний розряд — 1976
- парний розряд — 1975, 1976 1977, 1978, 1979, 1982
- змішаний розряд — 1977, 1978, 1980, 1981, 1982

На чемпіонаті Європи 1980 року в парі з Аллою Продан завоювала першу медаль для СРСР.
Закінчила Дніпропетровський архітектурно-будівельний інститут. Кандидат технічних наук (1996). Спеціалізація — оптимізація розподілу змінної теплового навантаження між котлоагрегатами опалювальних котелень.